# Blacktoft
Blacktoft är en ort och civil parish i Storbritannien.   Den ligger i kommunen East Riding of Yorkshire och riksdelen England, i den sydöstra delen av landet, 250 km norr om huvudstaden London. Blacktoft ligger 6 meter över havet och antalet invånare är 322.
Terrängen runt Blacktoft är platt. Runt Blacktoft är det ganska tätbefolkat, med 139 invånare per kvadratkilometer. Närmaste större samhälle är Scunthorpe, 15,1 km söder om Blacktoft. Trakten runt Blacktoft består till största delen av jordbruksmark.